# Golden Disk Awards
Golden Disk Awards (en hangul, 골든 디스크 어워드) es una de las premiaciones musicales más prestigiosas, fundada en 1986 y es organizada anualmente por la Asociación de la Industria Musical de Corea para los logros musicales sobresalientes en Corea del Sur, además contribuye al crecimiento significativo de la industria de la música mediante la estimulación de los impulsos creativos de los artistas y el fomento de nuevos talentos.

## Trofeo
El trofeo es llamado "Estatua de una Mujer tocando una Lengüeta" (coreano: 생황 부는 여인상) y fue diseñada por el profesor Kim Soo Hyun (hangul:김수현).

## Categorías
Actualmente hay siete categorías que no están restringidas por el género musical, y otras tres que se dan a rock, hip hop y trot.
- Gran Premio al Álbum del año (Disk Daesang), es otorgado al intérprete del mejor del mejor álbum de larga duración o miniálbum (EP) y es elegido entre los ganadores del Bonsang.
- Gran Premio a la Mejor Canción del año (Digital Daesang), es otorgado al intérprete del mejor sencillo (lanzado digitalmente) y es elegido entre los ganadores del Digital Bonsang.
- Álbumes del año (Bonsang) son otorgados a los intérpretes de los mejores álbumes o miniálbumes (EP).
- Canciones del año (Digital Bonsang) son otorgados a los intérpretes de las mejores canciones (lanzadas digitalmente).
- Productor del año es otorgado al mejor productor musical.
- Lanzamiento Hip Hop del año es otorgado al intérprete del mejor álbum o sencillo de hip hop.
- Lanzamiento Rock del año es otorgado al intérprete del mejor álbum o sencillo de rock.
- Lanzamiento Pop del año es otorgado al intérprete del mejor álbum o sencillo de pop.
- Lanzamiento Trot del año es otorgado al intérprete del mejor álbum o sencillo de trot.
- Premio a la Popularidad son entregados a los intérpretes que ganaron más popularidad en el año.
- Mejor Artista Nuevo del año son entregados a los mejores nuevos artistas.
- Premio Especial se otorga a los intérpretes o equipos de producción que ganaron popularidad o logros sobresalientes en diversos temas de la industria musical coreana.
- Video musical Popular del año es otorgado al Video musical que ganó popularidad en el año.

## Eventos pasados
| Edición | Fecha de Ceremonia       | Ciudad                | Lugar                                       | Presentadores                                                                       |
| ------- | ------------------------ | --------------------- | ------------------------------------------- | ----------------------------------------------------------------------------------- |
| 24.°    | 10 de diciembre de 2009  | Seúl, Corea del Sur   | Olympic Park                                | Kim Seong Joo, Park Ji Yoon                                                         |
| 25.°    | 9 de diciembre de 2010   | Seúl, Corea del Sur   | Hwajeong Gym                                | Tak Jae Hoon, Choi Song Hyun                                                        |
| 26.°    | 21 - 22 de enero de 2012 | Osaka, Japón          | Osaka Dome                                  | Leeteuk, Gyuri, Hongki, Suzy                                                        |
| 27.°    | 15 - 16 de enero de 2013 | Kuala Lumpur, Malasia | Sepang International Circuit                | Nicole, Jung Yong Hwa, Dasom, Hongki                                                |
| 28.°    | 16 de enero de 2014      | Seúl, Corea del Sur   | Kyunghee University                         | Minho, Jung Yong Hwa, Yoon Doo Joon, Taeyeon, Tiffany, Oh Sang Jin                  |
| 29.°    | 14 - 15 de enero de 2015 | Pekín, China          | MasterCard Center                           | Kim Sung Joo, Kim Jong Kook, Fei (Día 1) Jun Hyun Moo, Leeteuk, Tiffany (Día 2)     |
| 30.°    | 20 - 21 de enero de 2016 | Seúl, Corea del Sur   | Gran Palacio de la Paz, Kyunghee University | Jun Hyun Moo, Kim Jong Kook, Seohyun (Día 1) Jun Hyun Moo, Krystal, Leeteuk (Día 2) |
| 31.°    | 13 - 14 de enero de 2017 | Goyang, Corea del Sur | KINTEX                                      | Lee Seung-gi, Lee Sung-kyung (Día 1) Kang So-ra, Sung Si Kyung (Día 2)              |
| 32.°    | 10 - 11 de enero de 2018 | Goyang, Corea del Sur | KINTEX                                      | Lee Seung-gi, Lee Sung-kyung (Día 1) Kang So-ra, Sung Si Kyung (Día 2)              |
| 33.°    | 5 - 6 de enero de 2019   | Seúl, Corea del Sur   | Gocheok Sky Dome                            | Lee Seung-gi, Park Min-young (Día 1) Kang So-ra, Sung Si Kyung (Día 2)              |
| 34.°    | 4 - 5 de enero de 2020   | Seúl, Corea del Sur   | Gocheok Sky Dome                            | Lee Da-hee, Sung Si-kyung (Día 1) Lee Seung-gi, Park So-dam (Día 2)                 |
| 35.º    | 9 - 10 de enero de 2021  | Seúl, Corea del Sur   |                                             | Lee Seung-gi, Park So-dam (Día 1) Lee Da-hee, Sung Si-kyung (Día 2)                 |
| 36.º    | 8 de enero de 2022       | Seúl, Corea del Sur   | Gocheok Sky Dome                            | Lee Seung-gi, Lee Da-hee, Sung Si-kyung                                             |
| 37.º    | 7 de enero de 2023       | Bangkok, Tailandia    | Estadio Rajamangala                         | Nichkhun, Lee Da-hee, Sung Si-kyung, Park So-dam                                    |
| 38.º    | 6 de enero de 2024       | Yakarta, Indonesia    | Estadio Internacional de Yakarta            | Sung Si-kyung, Cha Eun-woo                                                          |
| 39.º    | 4 - 5 de enero de 2025   | Fukuoka, Japón        | Domo de Fukuoka                             | Sung Si-kyung, Cha Eun-woo, Moon Ga-young                                           |

## Ganadores del Gran Premio - Album Daesang
Nota: En 2011 no hubo ceremonia debido a que fue postergada hacia 2012.
| Edición | Año  | Ganador           | Álbum                    | Nota                    |
| ------- | ---- | ----------------- | ------------------------ | ----------------------- |
| 1.°     | 1986 | Cho Young Pil     | Empty Space              | 8.° Álbum de estudio    |
| 2.°     | 1987 | Lee Moon Se       | When Love Goes Away      | 4.° Álbum de estudio    |
| 3.°     | 1988 | Joo Hyun Mi       | Joo Hyun Mi 2            | 2.° Álbum de estudio    |
| 4.°     | 1989 | Byeon Jin Seob    | Byeon Jin Seob           | 1.° Álbum de estudio    |
| 5.°     | 1990 | Byeon Jin Seob    | Byeon Jin Seob 2         | 2.° Álbum de estudio    |
| 6.°     | 1991 | Kim Hyun Sik      | Kim Hyun Sik Vol.6       | 6.° Álbum de estudio    |
| 7.°     | 1992 | Shin Seung Hun    | Invisible Love           | 2.° Álbum de estudio    |
| 8.°     | 1993 | Shin Seung Hun    | Because I Love You       | 3.° Álbum de estudio    |
| 9.°     | 1994 | Kim Gun Mo        | Excuses                  | 2.° Álbum de estudio    |
| 10.°    | 1995 | Kim Gun Mo        | Wrongful Meeting         | 3.° Álbum de estudio    |
| 11.°    | 1996 | Kim Gun Mo        | Exchange Kg. M4          | 4.° Álbum de estudio    |
| 12.°    | 1997 | H.O.T             | Wolf and Sheep           | 2.° Álbum de estudio    |
| 13.°    | 1998 | Kim Jong Hwan     | For Love                 | 3.° Álbum de estudio    |
| 14.°    | 1999 | Jo Sungmo         | For Your Soul            | 2.° Álbum de estudio    |
| 15.°    | 2000 | Jo Sungmo         | Let Me Love              | 3.° Álbum de estudio    |
| 16.°    | 2001 | G.o.d.            | Road                     | 4.° Álbum de estudio    |
| 17.°    | 2002 | BoA               | No. 1                    | 7° Álbum de estudio     |
| 18.°    | 2003 | Jo Sungmo         | A Singer                 | 5.° Álbum de estudio    |
| 19.°    | 2004 | Lee Soo Young     | The Colors of My Life    | 6.° Álbum de estudio    |
| 20.°    | 2005 | SG Wannabe        | Saldaga                  | 2.° Álbum de estudio    |
| 21.°    | 2006 | TVXQ              | "O"-Jung.Ban.Hap.        | 3.° Álbum de estudio    |
| 22.°    | 2007 | SG Wannabe        | The Sentimental Chord    | 4.° Álbum de estudio    |
| 23.°    | 2008 | TVXQ              | Mirotic                  | 4.° Álbum de estudio    |
| 24.°    | 2009 | Super Junior      | Sorry Sorry              | 3.° Álbum de estudio    |
| 25.°    | 2010 | Girls' Generation | Oh!                      | 2.° Álbum de estudio    |
| 26.°    | 2012 | Super Junior      | Mr. Simple               | 5.° Álbum de estudio    |
| 27.°    | 2013 | Super Junior      | Sexy, Free & Single      | 6.° Álbum de estudio    |
| 28.°    | 2014 | EXO               | XOXO                     | 1.° Álbum de estudio    |
| 29.°    | 2015 | EXO               | Overdose                 | 2.° miniálbum           |
| 30.°    | 2016 | EXO               | EXODUS                   | 2.° Álbum de estudio    |
| 31.°    | 2017 | EXO               | Ex'Act                   | 3.° Álbum De Estudio    |
| 32.°    | 2018 | BTS               | Love Yourself: Her       | 5.° miniálbum           |
| 33.°    | 2019 | BTS               | Love Yourself: Answer    | 3.° Álbum recopilatorio |
| 34.°    | 2020 | BTS               | Map of the Soul: Persona | 6.° miniálbum           |
| 35.°    | 2021 | BTS               | Map of the Soul: 7       | 4.° Álbum de estudio    |
| 36.°    | 2022 | BTS               | Be                       | 5.° Álbum de estudio    |
| 37.º    | 2023 | BTS               | Proof                    | 4.° Álbum recopilatorio |
| 38.º    | 2024 | Seventeen         | FML                      | 10.° miniálbum          |
| 39.º    | 2025 | Seventeen         | Spill the Feels          | 12.° miniálbum          |

## Ganadores del Gran Premio - Digital Daesang
Nota: En 2011 no hubo ceremonia debido a que fue postergada hacia 2012.
| Edición | Año  | Ganador           | Canción                          |
| ------- | ---- | ----------------- | -------------------------------- |
| 21.°    | 2006 | SG Wannabe        | «Partner for Life»               |
| 22.°    | 2007 | Ivy               | «If You're Gonna Be Like This»   |
| 23.°    | 2008 | Jewerly           | «One More Time»                  |
| 24.°    | 2009 | Girls' Generation | «Gee»                            |
| 25.°    | 2010 | 2AM               | «Can't Let You Go Even If I Die» |
| 26.°    | 2012 | Girls' Generation | «The Boys»                       |
| 27.°    | 2013 | PSY               | «Gangnam Style»                  |
| 28.°    | 2014 | PSY               | «Gentleman»                      |
| 29.°    | 2015 | Taeyang           | «Eyes, Nose, Lips»               |
| 30.°    | 2016 | Big Bang          | «Loser»                          |
| 31.°    | 2017 | Twice             | «Cheer Up»                       |
| 32.°    | 2018 | IU                | «Through the Night»              |
| 33.°    | 2019 | iKon              | «Love Scenario»                  |
| 34.°    | 2020 | BTS               | «Boy With Luv»                   |
| 35.°    | 2021 | IU                | «Blueming»                       |
| 36.°    | 2022 | IU                | «Celebrity»                      |
| 37.º    | 2023 | IVE               | «Love Dive»                      |
| 38.º    | 2024 | NewJeans          | «Ditto»                          |
| 39.º    | 2025 | Aespa             | «Supernova»                      |

## Bonsang
Nota: En 2011 no hubo ceremonia debido a que fue postergada hacia 2012.
| Edición | Año  | Ganadores       | Ganadores         | Ganadores      | Ganadores     | Ganadores         | Ganadores         | Ganadores       | Ganadores         | Ganadores          | Ganadores          | Ganadores         | Ganadores             |
| ------- | ---- | --------------- | ----------------- | -------------- | ------------- | ----------------- | ----------------- | --------------- | ----------------- | ------------------ | ------------------ | ----------------- | --------------------- |
| 13.°    | 1998 | Kim Hyun Jung   | Sechs Kies        | H.O.T.         | Kim Gun Mo    | Shin Seung Hun    | Seol Woon Do      | Tae Jin Ah      | Kim Kyung Ho      | Uhm Jung Hwa       | Turbo              | -                 | -                     |
| 14.°    | 1999 | Kim Hyun Jung   | Sechs Kies        | H.O.T.         | S.E.S         | Fin.K.L           | Seol Woon Do      | Choi Yu Na      | Song Dae Kwan     | Uhm Jung Hwa       | Steve Seungjun Yoo | -                 | -                     |
| 15.°    | 2000 | Turbo           | Fin.K.L           | Tae Jin Ah     | G.o.d.        | Park Ji Yoon      | Hong Kyung Min    | Uhm Jung Hwa    | Kim Hyun Jung     | Steve Seungjun Yoo | Lee Jung Hyun      | Shin Seung Hun    | -                     |
| 16.°    | 2001 | Position        | Koyote            | Park Jin Young | Kim Gun Mo    | Cool              | Im Chang Jung     | Lee Ki Chan     | Wax               | KangTa             | Shinhwa            | -                 | -                     |
| 17.°    | 2002 | Shin Seung Hun  | Koyote            | Park Hyo Shin  | Lee Soo Young | Cool              | Sung Si Kyung     | Jang Nara       | Wax               | Shinhwa            | KangTa             | -                 | -                     |
| 18.°    | 2003 | Jo Sungmo       | Koyote            | Lee Soo Young  | Wheesung      | Cool              | Fly to the Sky    | NRG             | Wax               | Lee Hyori          | Shinhwa            | -                 | -                     |
| 19.°    | 2004 | Wheesung        | Koyote            | Rain           | Shinhwa       | MC the Max        | Gummy             | Lee Seung Chul  | Seven             | Shin Seung Hun     | Lee Soo Young      | -                 | -                     |
| 20.°    | 2005 | Wheesung        | Koyote            | Jo Sungmo      | Shin Hye Sung | SG Wannabe        | MC Mong           | G.o.d.          | Lee Min Woo       | Buzz               | Kim Jong Kook      | -                 | -                     |
| 21.°    | 2006 | Fly to the Sky  | Kim Jong kook     | TVXQ           | Shinhwa       | SG Wannabe        | VIBE              | Shin Seung Hun  | Son Ho Young      | Buzz               | MC the Max         | -                 | -                     |
| 22.°    | 2007 | Super Junior    | Shin Hye Sung     | Epik High      | Wheesung      | SG Wannabe        | Wonder Girls      | Big Bang        | See Ya            | Ivy                | Yangpa             | -                 | -                     |
| 23.°    | 2008 | TVXQ            | Rain              | Kim Dong Ryul  | Shinhwa       | Brown Eyed Girls  | Wonder Girls      | Jewerly         | MC Mong           | Brown Eyes         | SG Wannabe         | -                 | -                     |
| 24.°    | 2009 | Disk Bonsang    | Super Junior      | 2PM            | SG Wannabe    | Lee Seung Chul    | Drunken Tiger     | -               | -                 | -                  | -                  | -                 | -                     |
| 24.°    | 2009 | Digital Bonsang | Baek Ji Young     | Son Dan Bi     | Lee Seung Gi  | Davichi           | Girls' Generation | -               | -                 | -                  | -                  | -                 | -                     |
| 25.°    | 2010 | Disk Bonsang    | Super Junior      | BoA            | SHINee        | Girls' Generation | DJ DOC            | -               | -                 | -                  | -                  | -                 | -                     |
| 25.°    | 2010 | Digital Bonsang | Miss A            | IU             | Lee Seung Gi  | CN Blue           | 2AM               | -               | -                 | -                  | -                  | -                 | -                     |
| 26.°    | 2012 | Disk Bonsang    | Super Junior      | INFINITE       | MBLAQ         | Jay Park          | Kara              | BEAST           | CN Blue           | F(x)               | -                  | -                 | -                     |
| 26.°    | 2012 | Digital Bonsang | Girls' Generation | 4Minute        | G.NA          | K.Will            | Miss A            | Sistar          | Secret            | CN Blue            | -                  | -                 | -                     |
| 27.°    | 2013 | Disk Bonsang    | Super Junior      | SHINee         | Kara          | BEAST             | CN Blue           | 4Minute         | F.T. Island       | B1A4               | -                  | -                 | -                     |
| 27.°    | 2013 | Digital Bonsang | PSY               | T-ara          | G-Dragon      | K.Will            | Secret            | Big Bang        | F(x)              | Huh Gak            | 2NE1               | Sistar            | Miss A                |
| 28.°    | 2014 | Disk Bonsang    | INFINITE          | EXO            | B1A4          | SHINee            | Cho Young Pil     | BEAST           | Girls' Generation | F(x)               | -                  | -                 | -                     |
| 28.°    | 2014 | Digital Bonsang | A Pink            | Davichi        | Ailee         | CN Blue           | Sistar            | 2NE1            | Lee Seung Chul    | 4Minute            | PSY                | -                 | -                     |
| 29.°    | 2015 | Disk Bonsang    | BTS               | A Pink         | VIXX          | B1A4              | INFINITE          | Lee Taemin      | CN Blue           | Super Junior       | EXO                | Girls' Generation | Girls' Generation-TTS |
| 29.°    | 2015 | Digital Bonsang | BEAST             | Taeyang        | AOA           | Girl's Day        | K.Will            | Hyuna           | Ailee             | Sistar             | Epik High          | Soyou & Jung GiGo | -                     |
| 30.°    | 2016 | Disk Bonsang    | A Pink            | VIXX           | f(x)          | BTS               | CNBLUE            | Jonghyun        | EXO               | BEAST              | SHINee             | Super Junior      | -                     |
| 30.°    | 2016 | Digital Bonsang | Red Velvet        | EXID           | AOA           | Zion.T            | J.Y. Park         | Sistar          | Taeyeon           | Kyuhyun            | Big Bang           | Girls' Generation | -                     |
| 31.°    | 2017 | Disk Bonsang    | SHINee            | VIXX           | Seventeen     | BTS               | INFINITE          | Got7            | EXO               | Monsta X           | Taemin             | -                 | -                     |
| 31.°    | 2017 | Digital Bonsang | GFriend           | Mamamoo        | Lee Hi        | Urban Zakapa      | Taeyeon           | Suzy & Baekhyun | Twice             | Zico               | Lim Chang Jung     | -                 | -                     |
| 32.°    | 2018 | Disk Bonsang    | BTS               | Twice          | Got7          | NU'EST W          | EXO               | Taeyeon         | Monsta X          | Super Junior       | Girls' Generation  | Seventeen         | Hwang Chi Yeul        |
| 32.°    | 2018 | Digital Bonsang | BTS               | Twice          | Bolbbalgan4   | IU                | Big Bang          | Yoon Jong Shin  | Heize             | Red Velvet         | AKMU               | Blackpink         | WINNER                |
| 33.°    | 2019 | Disk Bonsang    | NCT Dream         | EXO            | Wanna One     | Jonghyun          | Seventeen         | Monsta X        | Twice             | Got7               | BTS                | NU'EST W          | -                     |
| 33.°    | 2019 | Digital Bonsang | Blackpink         | Chungha        | Bolbbalgan4   | Mamamoo           | Twice             | BTS             | Roy Kim           | Momoland           | iKon               | Big Bang          | -                     |
| 34.°    | 2020 | Disk Bonsang    | Baekhyun          | BTS            | EXO-SC        | Got7              | Monsta X          | NCT Dream       | NU'EST            | Seventeen          | Super Junior       | Twice             | -                     |
| 34.°    | 2020 | Digital Bonsang | AKMU              | BTS            | Chungha       | Itzy              | Jannabi           | Jennie          | MC the Max        | Paul Kim           | Taeyeon            | Twice             | -                     |
| 35.°    | 2021 | Disk Bonsang    | Baekhyun          | Blackpink      | BTS           | EXO               | Got7              | NCT             | NCT 127           | Seventeen          | TXT                | Twice             | -                     |
| 35.°    | 2021 | Digital Bonsang | Blackpink         | BTS            | Hwasa         | Itzy              | IU                | Mamamoo         | Noel              | Oh My Girl         | Red Velvet         | Zico              | -                     |
| 36.°    | 2022 | Disk Bonsang    | BTS               | Enhypen        | IU            | NCT 127           | NCT Dream         | Seventeen       | Stray Kids        | TXT                | -                  | -                 | -                     |
| 36.°    | 2022 | Digital Bonsang | Aespa             | AKMU           | BTS           | Heize             | IU                | Lee Mu-jin      | Oh My Girl        | StayC              | -                  | -                 | -                     |
| 37.°    | 2023 | Disk Bonsang    | Blackpink         | Enhypen        | BTS           | NCT 127           | NCT               | NCT Dream       | Seventeen         | Stray Kids         | -                  | -                 | -                     |
| 37.°    | 2023 | Digital Bonsang | (G)I-dle          | Big Bang       | IVE           | Jay Park          | PSY               | Kim Min-seok    | Lim Young-woong   | NewJeans           | -                  | -                 | -                     |
| 38.º    | 2024 | Disk Bonsang    | Aespa             | Enhypen        | IVE           | Jungkook          | TXT               | Le Sserafim     | NCT Dream         | Stray Kids         | Seventeen          | Zerobaseone       | -                     |
| 38.º    | 2024 | Digital Bonsang | (G)I-dle          | BSS            | IVE           | Jungkook          | Jisoo             | Le Sserafim     | Parc Jae-jung     | NewJeans           | Seventeen          | StayC             | -                     |
| 39.º    | 2025 | Disk Bonsang    | Aespa             | (G)I-dle       | IVE           | Ateez             | TXT               | Enhypen         | NCT Dream         | Stray Kids         | Seventeen          | Zerobaseone       | -                     |
| 39.º    | 2025 | Digital Bonsang | Aespa             | (G)I-dle       | IVE           | Day6              | Bibi              | IU              | Illit             | NewJeans           | Taeyeon            | TWS               | -                     |

## Mejor Artista Nuevo
Nota: En 2011 no hubo ceremonia debido a que fue postergada hacia 2012.
| Edición | Año  | Ganadores     | Ganadores         | Ganadores    | Ganadores   | Ganadores |
| ------- | ---- | ------------- | ----------------- | ------------ | ----------- | --------- |
| 13.°    | 1998 | S.E.S.        | Fin.K.L           | Taishi Ci    | Baby V.O.X. | Shinhwa   |
| 14.°    | 1999 | Lee Jung Hyun | 1TYM              | -            | -           | -         |
| 15.°    | 2000 | Chakra        | Park Hyo Shin     | Sky          | -           | -         |
| 16.°    | 2001 | Lee Joon Gi   | Jang Nara         | -            | -           | -         |
| 17.°    | 2002 | Rain          | Wheesung          | -            | -           | -         |
| 18.°    | 2003 | Heaven 3      | Big Mama          | -            | -           | -         |
| 19.°    | 2004 | SG Wannabe    | Tei               | TVXQ         | -           | -         |
| 20.°    | 2005 | Ivy           | Eru               | Gavy NJ      | -           | -         |
| 21.°    | 2006 | Super Junior  | See Ya            | SS501        | -           | -         |
| 22.°    | 2007 | F.T. Island   | Girls' Generation | -            | -           | -         |
| 23.°    | 2008 | SHINee        | Davichi           | -            | -           | -         |
| 24.°    | 2009 | 4Minute       | T-ara             | -            | -           | -         |
| 25.°    | 2010 | Beast         | Sistar            | Secret       | -           | -         |
| 26.°    | 2012 | A Pink        | B1A4              | Dal Shabet   | Boyfriend   | Huh Gak   |
| 27.°    | 2013 | EXO           | Juniel            | B.A.P        | Ailee       | Lee Hi    |
| 28.°    | 2014 | BTS           | Roy Kim           | Lim Kim      | Crayon Pop  | -         |
| 29.°    | 2015 | Got7          | Winner            | Red Velvet   | -           | -         |
| 30.°    | 2016 | GFriend       | iKon              | Seventeen    | Twice       | -         |
| 31.°    | 2017 | Blackpink     | Bolbbalgan4       | NCT 127      | IOI         | -         |
| 32.°    | 2018 | Wanna One     | -                 | -            | -           | -         |
| 33.°    | 2019 | Iz*One        | (G)I-dle          | Stray Kids   | -           | -         |
| 34.°    | 2020 | TXT           | Itzy              | -            | -           | -         |
| 35.°    | 2021 | Enhypen       | Treasure          | Kim Ho-joong | -           | -         |
| 36.°    | 2022 | Aespa         | StayC             | -            | -           | -         |
| 37.º    | 2023 | IVE           | Le Sserafim       | NewJeans     | -           | -         |
| 38.º    | 2024 | Fifty Fifty   | Zerobaseone       | -            | -           | -         |
| 39.º    | 2025 | Illit         | TWS               | NCT Wish     | BabyMonster | -         |

## Premio a la Popularidad
Nota: En 2011 no hubo ceremonia debido a que fue postergada hacia 2012.
| Edición | Año  | Ganadores         | Ganadores          | Ganadores    | Ganadores   |
| ------- | ---- | ----------------- | ------------------ | ------------ | ----------- |
| 13°     | 1998 | Cool              | Kim Jeong Min      | -            | -           |
| 14°     | 1999 | Clon              | Kim Kyung Ho       | Roo'ra       | -           |
| 15°     | 2000 | Country Kko Kko   | J                  | Shinhwa      | -           |
| 16°     | 2001 | S.E.S.            | Steve Seungjun Yoo | -            | -           |
| 17°     | 2002 | Baby V.O.X.       | Lee Jung Hyun      | -            | -           |
| 18°     | 2003 | S                 | -                  | -            | -           |
| 19°     | 2004 | Kim Jong Kook     | Park Sang Min      | -            | -           |
| 20°     | 2005 | G.o.d.            | Jang Woo Hyuk      | -            | -           |
| 21°     | 2006 | Baek Ji Young     | Eru                | SS501        | -           |
| 22°     | 2007 | Super Junior      | Girls' Generation  | Wonder Girls | F.T. Island |
| 23°     | 2008 | F.T. Island       | Son Ho Young       | Taeyeon      | TVXQ        |
| 24°     | 2009 | Super Junior      | SHINee             | -            | -           |
| 25°     | 2010 | Girls' Generation | SHINee             | -            | -           |
| 26°     | 2012 | Super Junior      | -                  | -            | -           |
| 27°     | 2013 | G-Dragon          | SHINee             | -            | -           |
| 28°     | 2014 | Girls' Generation | Beast              | SHINee       | Roy Kim     |
| 29°     | 2015 | Girls' Generation | Beast              | Lee Taemin   | ToHeart     |
| 30°     | 2016 | SHINee            | EXO                | -            | -           |
| 31°     | 2017 | SHINee            | -                  | -            | -           |
| 32°     | 2018 | EXO               | -                  | -            | -           |
| 33°     | 2019 | BTS               | -                  | -            | -           |
| 34°     | 2020 | -                 | -                  | -            | -           |
| 35°     | 2021 | -                 | -                  | -            | -           |
| 36°     | 2022 | BTS               | -                  | -            | -           |
| 37.º    | 2023 | BTS               | -                  | -            | -           |
| 38.º    | 2024 | Jisoo             | Lim Young-woong    | -            | -           |
| 39.º    | 2025 | Plave             | Le Sserafim        | -            | -           |

## Premios por Género Musical

### Mejor Canción de Rap/Hip Hop - R&B/Hip Hop
| Edición | Año  | Artista      |
| ------- | ---- | ------------ |
| 20.°    | 2005 | Epik High    |
| 21.°    | 2006 | MC Mong      |
| 22.°    | 2007 | Dynamic Duo  |
| 24.°    | 2009 | Epik High    |
| 25.°    | 2010 | Supreme Team |
| 27.°    | 2013 | Epik High    |
| 28.°    | 2014 | Baechigi     |
| 29.°    | 2015 | Epik High    |
| 30.°    | 2016 | San E        |
| 33.°    | 2019 | Mino         |
| 37.º    | 2023 | Big Naughty  |

### Mejor Cantante de Trot
| Edición | Año  | Artista        |
| ------- | ---- | -------------- |
| 18.°    | 2003 | Tae Jin Ah     |
| 19.°    | 2004 | Tae Jin Ah     |
| 20.°    | 2005 | Jang Yun Jeong |
| 21.°    | 2006 | Jang Yun Jeong |
| 22.°    | 2007 | Jang Yun Jeong |
| 23.°    | 2008 | Jang Yun Jeong |
| 29.°    | 2015 | Hong Jin Young |

### Mejor banda sonora
| Edición | Año  | Artista  | OST                                        |
| ------- | ---- | -------- | ------------------------------------------ |
| 29.°    | 2015 | Huh Gak  | «Tears Like Today» (My Love from the Star) |
| 32.°    | 2018 | Ailee    | «I Will Go to You Like the First Snow»     |
| 33.°    | 2019 | Paul Kim | «Every Day, Every Moment»                  |
| 39.º    | 2025 | Crush    | «Love You With All My Heart»               |

### Mejor Cantante de Rock
| Edición | Año       | Artista              |
| ------- | --------- | -------------------- |
| 16.°    | 2001      | Kim Jong-seo         |
| 17.°    | 2002      | Jaurim               |
| 18.°    | 2003      | Maya                 |
| 19.°    | 2004      | Jaurim               |
| 23.°    | 2008      | Nell                 |
| 24.°    | 2009      | Jang Ki Ha and Faces |
| 25.°    | 2010      | F.T. Island          |
| 26.°    | 2011/2012 | F.T. Island          |
| 30.°    | 2016      | Hyukoh               |
| 32.°    | 2018      | Hyukoh               |

### Mejor Cantante de Balada
| Edición | Año  | Artista       |
| ------- | ---- | ------------- |
| 33.°    | 2019 | Im Chang-jung |

### Mejor Cantante de Pop
| Edición | Año  | Artista |
| ------- | ---- | ------- |
| 18.°    | 2003 | Maya    |
| 19.°    | 2004 | Jaurim  |

## Premio a los Videos musicales

### Mejor video musical
| Edición | Año  | Artista       | Canción                           |
| ------- | ---- | ------------- | --------------------------------- |
| 18.°    | 2003 | Big Mama      | "Break Away"                      |
| 19.°    | 2004 | SG Wannabe    | "Timeless"                        |
| 20.°    | 2005 | Drunken Tiger | "소외된 모두 왼발을 한 보 앞으로" |
| 21.°    | 2006 | Vibe          | "That Man, That Woman"            |

### Mejor Director de Video musical
| Edición | Año  | Ganador              | Canción                         |
| ------- | ---- | -------------------- | ------------------------------- |
| 18.°    | 2003 | (장재혁) – (Jewelry) | (이승환 – 꽃) – (니가 참좋아)   |
| 19.°    | 2004 | 장재혁               | "Friend" de Cho PD              |
| 20.°    | 2005 | Cha Eun Taek         | "AnyClub" de Lee Hyori          |
| 21.°    | 2006 | Cha Eun taek         | "Dream of My Life", "위아더 원" |

### Video musical Más Popular
| Edición | Año  | Ganadores                   | Ganadores                        |
| ------- | ---- | --------------------------- | -------------------------------- |
| 16.°    | 2001 | Shin Ha Kyun - «I Love You» | Song Hye Kyo - «Once Upon a Day» |
| 17.°    | 2002 | Park Ji Yoon - «I Am A Man» | Lena Park - «Dream»              |
| 18.°    | 2003 | Cherry Filter - «Ducks Fly» | -                                |
| 19.°    | 2004 | Shinhwa - «Brand New»       | Seven - «Passion»                |
| 20.°    | 2005 | Jewerly - «Super Star»      | -                                |
| 21.°    | 2006 | Super Junior - «U»          | -                                |

## Premio a los Productores Musicales

### Mejor Productor Musical
| Edición | Año  | Productor        |
| ------- | ---- | ---------------- |
| 18.°    | 2003 | Yang Hee Eun     |
| 19.°    | 2004 | Patti Kim        |
| 22.°    | 2007 | Park Jin Young   |
| 23.°    | 2008 | Lee Soo Man      |
| 24.°    | 2009 | Lee Ho Yeon      |
| 25.°    | 2010 | Hong Seung Seong |
| 26.°    | 2012 | Hong Seung Seong |
| 27.°    | 2013 | Han Seong Ho     |
| 28.°    | 2014 | Hong Seung Seong |
| 31.°    | 2017 | Bang Si-hyuk     |
| 37.º    | 2023 | Seo Hyun-joo     |
| 38.º    | 2024 | Min Hee-jin      |
| 39.º    | 2025 | Han Sung-soo     |

### Logro Especial
| Edición | Año  | Productor      |
| ------- | ---- | -------------- |
| 18.°    | 2003 | Clon           |
| 20.°    | 2005 | Cho Young Pil  |
| 23.°    | 2008 | Kim Chang Woo  |
| 24.°    | 2009 | Song Chan Sik  |
| 25.°    | 2010 | Park Chun Seok |

## Otros premios
Nota: En 2011 no hubo ceremonia debido a que fue postergada hacia 2012.
| Edición | Año  | Premio                                       | Artista               |
| ------- | ---- | -------------------------------------------- | --------------------- |
| 22.°    | 2007 | Premio Especial                              | Kim Ah Joong          |
| 23.°    | 2008 | Nueva Tendencia                              | Kim Jong Wook         |
| 25.°    | 2010 | Premio a la Popularidad Asiática             | Super Junior          |
| 26.°    | 2012 | Premio de MSN Internacional                  | BEAST                 |
| 26.°    | 2012 | Cosmopolitan 'Fun & Fearless Musician' Award | F.T. Island           |
| 26.°    | 2012 | Mejor Grupo Asiático                         | CN Blue               |
| 26.°    | 2012 | ViVi Dream Award                             | CN Blue               |
| 26.°    | 2012 | Ícono de K-pop CeCi                          | BEAST                 |
| 26.°    | 2012 | Premio de MSN Japón                          | Super Junior          |
| 26.°    | 2012 | Premio al Mejor Álbum de K-pop               | KARA                  |
| 26.°    | 2012 | Premio K-pop a Música Digital                | Supernova             |
| 26.°    | 2012 | Premio al Álbum de K-pop                     | INFINITE y Rainbow    |
| 27.°    | 2013 | Samsung Galaxy Star Award                    | Sistar                |
| 27.°    | 2013 | Mejor Sencillo Físico                        | Teen Top              |
| 27.°    | 2013 | Premio a la Popularidad CeCi                 | G-Dragon              |
| 27.°    | 2013 | Premios al Fashionista InStyle               | Hongki                |
| 27.°    | 2013 | Premio de MSN Internacional                  | Big Bang              |
| 27.°    | 2013 | Premio de MSN Sudeste Asiático               | Super Junior          |
| 27.°    | 2013 | Favoritos de Malasia                         | CN Blue y KARA        |
| 27.°    | 2013 | Mejor Artista JTBC                           | BEAST                 |
| 27.°    | 2013 | Artista de la Nueva Generación               | BTOB                  |
| 27.°    | 2013 | Mejor Presentación de Baile                  | Trouble Maker         |
| 27.°    | 2013 | Mejor Presentación de Grupo                  | INFINITE              |
| 28.°    | 2014 | Premio de Comisión Especial                  | Deul Guk Hwa          |
| 28.°    | 2014 | Goodwill Star Award                          | CN Blue               |
| 28.°    | 2014 | Ícono Asiático CeCi                          | SHINee y Sistar       |
| 29.°    | 2015 | China Goodwill Star Award                    | CN Blue y GOT7        |
| 29.°    | 2015 | Premio a la Popularidad iQiyi                | CN Blue               |
| 29.°    | 2015 | Ícono Asiático CeCi                          | CN Blue               |
| 29.°    | 2015 | Tendencia del año                            | Soyou & Jung GiGo     |
| 29.°    | 2015 | Artistas de la Nueva Generación              | Tasty y BESTie        |
| 29.°    | 2015 | Mejor Rendimiento Femenino                   | A Pink                |
| 29.°    | 2015 | Mejor Rendimiento Masculino                  | BEAST                 |
| 30.°    | 2016 | Mejor Grupo Vocal                            | BTOB                  |
| 30.°    | 2016 | Mejor Artista en Solitario                   | Jung Yong Hwa         |
| 30.°    | 2016 | Mejor Artista Masculino iQiyi                | Big Bang              |
| 30.°    | 2016 | Mejor Artista Femenina iQiyi                 | Taeyeon               |
| 30.°    | 2016 | Artistas de la Nueva Generación              | Monsta X              |
| 35.°    | 2021 | Mejor rendimiento                            | Jeon Somi y The Boyz  |
| 35.°    | 2021 | Mejor Grupo                                  | Brave Girls           |
| 37.º    | 2023 | Artista del año                              | PSY                   |
| 37.º    | 2023 | Mejor Grupo                                  | Treasure              |
| 37.º    | 2023 | Mejor Artista en Solitario                   | Be'O y Younha         |
| 37.º    | 2023 | Artista K-Pop Thai                           | Seventeen             |
| 37.º    | 2023 | Mejor performance                            | Seventeen             |
| 37.º    | 2023 | Artista más popular                          | (G)I-dle y Stray Kids |
| 37.º    | 2023 | Thai Fans Support with Baoji                 | J-Hope                |
| 38.º    | 2024 | Artistas de la Nueva Generación              | Zerobaseone           |
| 38.º    | 2024 | Indonesia FANS CHOICE Award                  | TXT                   |
| 38.º    | 2024 | Artista K-Pop Global                         | Stray Kids            |
| 39.º    | 2025 | Artista K-Pop Global                         | IVE                   |
| 39.º    | 2025 | Artista K-Pop Global                         | Enhypen               |
| 39.º    | 2025 | Mejor Artista en Solitario                   | Yuqi                  |
| 39.º    | 2025 | Fans Choice Award                            | Enhypen               |
| 39.º    | 2025 | Artistas de la Nueva Generación              | Kiss of Life          |
| 39.º    | 2025 | Mejor Grupo                                  | Le Sserafim           |
| 39.º    | 2025 | Mejor Banda                                  | Day6                  |
| 39.º    | 2025 | Artista Cosmopolitan                         | NewJeans              |
| 39.º    | 2025 | Golden Honorable Choice                      | Shin Hae-chul         |

## Más premiados
| Puesto | Artista           | Total |
| ------ | ----------------- | ----- |
| 1.º    | BTS               | 28    |
| 2.º    | Super Junior      | 20    |
| 3.º    | EXO               | 18    |
| 4.º    | Girls' Generation | 15    |
| 4.º    | CNBLUE            | 15    |
| 5.º    | SHINee            | 13    |
| 6.º    | Beast             | 12    |
| 6.º    | Shin Seung-hun    | 12    |
| 6.º    | Twice             | 12    |